# مایسکویه (شهرستان تویمازینسکی، باشقیرستان)
مایسکویه (انگلیسی: Mayskoye, Tuymazinsky District, Republic of Bashkortostan) یک شهرک در شهرستان تویمازینسکی استان باشقیرستان کشور روسیه است.